# 菅谷町
菅谷町（すがやまち）は茨城県那珂郡にかつて存在した町である。

## 地理
- 現在の那珂市の東部に位置する。
- 村のほとんどは台地になっている。

## 歴史

### 村域の変遷
- 1889年（明治22年）4月1日 - 町村制施行に伴い、菅谷村・福田村が合併し那珂郡菅谷村が発足。
- 1942年（昭和17年）9月8日 - 菅谷村が町制施行し菅谷町となる。
- 1955年（昭和30年）3月31日 - 額田村・五台村・芳野村・神崎村・戸多村・木崎村と合併し那珂町が発足。同日菅谷町廃止。

変遷表
| 1868年 以前 | 1868年 以前 | 明治22年 4月1日 | 昭和17年 9月8日 | 昭和30年 3月31日 | 平成17年 1月21日 | 現在   |
| ----------- | ----------- | --------------- | --------------- | ---------------- | ---------------- | ------ |
|             | 菅谷村      | 菅谷村          | 町制            | 那珂町           | 市制             | 那珂市 |
|             | 福田村      | 菅谷村          | 町制            | 那珂町           | 市制             | 那珂市 |

## 人口・世帯

### 人口
総数 [単位： 人]
| 1891年（明治24年） | 2,509 |
| 1920年（大正 9年） | 3,284 |
| 1935年（昭和10年） | 3,840 |
| 1950年（昭和25年） | 5,823 |

### 世帯
総数 [単位： 世帯]
| 1920年（大正 9年） | 702   |
| 1935年（昭和10年） | 746   |
| 1950年（昭和25年） | 1,112 |

## 交通

### 鉄道
- 日本国有鉄道（ → 東日本旅客鉄道）
  - ■水郡線
    - 下菅谷駅 - 中菅谷駅 - 上菅谷駅